# Luiz Caldas
Luiz Caldas, all'anagrafe Luiz César Pereira Caldas (Feira de Santana, 1963), è un cantante, polistrumentista e musicista brasiliano.
È considerato il pioniere dell'axé, genere musicale che mescola pop, reggae, ritmi caraibici, frevo e samba.

## Biografia
Nato a Feira de Santana da una famiglia povera, ha iniziato ad esibirsi da ragazzo con gruppi musicali amatoriali e imparato a suonare diversi strumenti. Già all'età di dieci anni ha viaggiato per piccoli paesi, dove ha partecipato a concerti. 
Dopo aver raggiunto la fama cantando al carnevale bahiano, ha pubblicato 12 album ed è stato una presenza costante nei principali programmi televisivi degli anni '80 come Cassino do Chacrinha e Rei Majestade. Le canzoni che l'hanno consacrato sono Tieta (colonna sonora della telenovela omonima) e Fricote, entrambe con quasi due milioni di copie vendute.
Nel 2009 ha annunciato il rilascio di un set di 10 CD con 130 canzoni in totale. Il progetto coinvolge diversi stili, come pagode, forró, musica romantica, hard rock e musica strumentale, con testi interamente in tupi. Le canzoni sono state diffuse per la prima volta sul sito ufficiale del cantante. L'intero progetto è stato lanciato nel 2010, anno in cui Caldas ha ottenuto il Lifetime Achievement Award.
Nel 2021 il suo disco Sambadeiras è stato candidato al Latin Grammy nella categoria dei migliori album in lingua portoghese.

## Discografia parziale
- 1979 – Ave Caetano/Tapajós
- 1980 – Luiz Caldas e Acordes Verdes
- 1981 – Jubileu de Prata: Trio Elétrico Tapajós
- 1985 – Magia
- 1986 – Flor Cigana
- 1987 – Lá Vem o Guarda
- 1988 – Muito Obrigado
- 1989 – Timbres
- 1990 – Nós
- 1992 – Retrato
- 1994 – Luiz Caldas
- 1998 – Forró de Cabo a Rabo
- 1999 – 15 Anos de Axé – Luiz Caldas e Convidados
- 2001 – Janela Aberta
- 2003 – Luz e Fogueira
- 2004 – Melosofia
- 2006 – Ao Vivo em Salvador
- 2010 – MPB – Uma Maria
- 2010 – MPB II – Perguntas e Respostas
- 2010 – Rock – Castelo de Gelo
- 2010 – Samba – Pandeiro Brasileiro
- 2010 – Brega – Brasil Superpopular
- 2010 – Tupi – Nheengara Recé Taba
- 2010 – Instrumental – Oxóssi
- 2010 – Frevo – O Trio Elétrico
- 2010 – Forró – Festa de Sanfoneiros
- 2010 – Axé – Gongá
- 2021 - Sambadeiras